# Mason Dye
Mason Dye (* 15. Juli 1994) ist ein US-amerikanischer Schauspieler.

## Leben
Mason Dye wurde in Shawnee, Oklahoma geboren und wuchs in Ada, Oklahoma mit seinem älteren Bruder, Preston, und seiner jüngeren Schwester Taylor / TAE auf. Sie ist bekannt aus dem Country-Duo Maddie & Tae. Seit 2013 war er in rund einem Dutzend Film- und Fernsehproduktionen zu sehen.

## Filmografie (Auswahl)

### Filme
- 2013: Adventures of Bailey: A Night in Cowtown
- 2015: Natural Selection
- 2016: Left Behind – Vanished: Next Generation

### Fernsehfilme
- 2014: Flowers in the Attic – Blumen der Nacht
- 2015: My Stepdaughter
- 2017: Stalker's Prey

### Fernsehserien
- 2014: Review
- 2014: Teen Wolf
- 2015: Finding Carter
- 2016: Major Crimes
- 2019:  Bosch
- 2022: Stranger Things